# Ataque a Medway

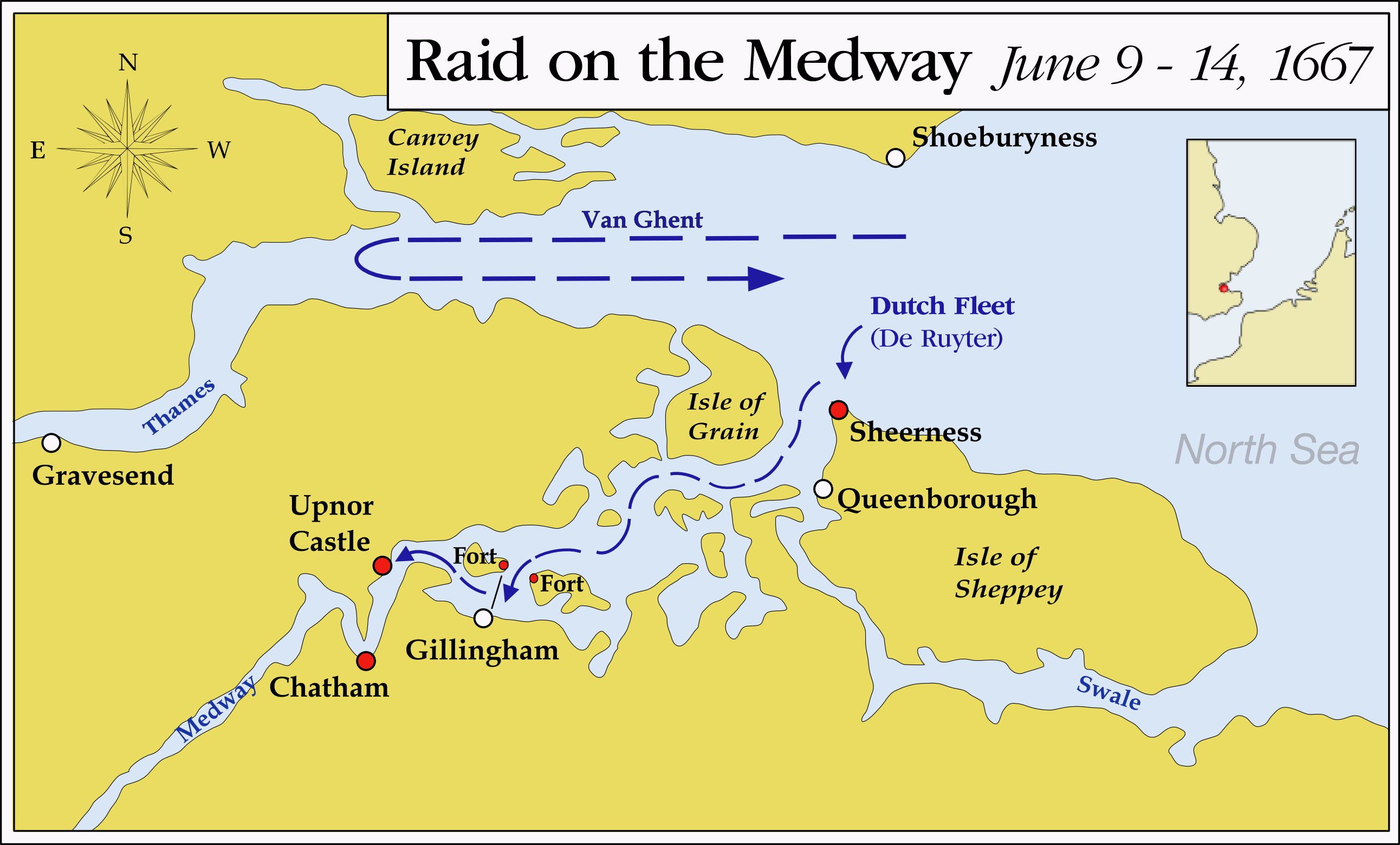
Mapa mostrando os eventos

O Ataque a Medway, em (inglês: Raid on the Medway), durante a Segunda Guerra Anglo-Holandesa em junho de 1667, foi um ataque bem-sucedido realizado pela marinha holandesa a navios de guerra ingleses ancorados nas docas da frota de Chatham Dockyard e Gillingham no condado de Kent. Na época, a fortaleza do Castelo de Upnor e uma cadeia de barreira chamada "Linha Gillingham" deveriam proteger os navios ingleses.
Os holandeses, sob o comando nominal de Willem Joseph van Ghent e do tenente-almirante Michiel de Ruyter, durante vários dias bombardearam e capturaram a cidade de Sheerness , navegaram pelo estuário do Tamisa até Gravesend , depois navegaram pelo rio Medway até Chatham e Gillingham, onde eles enfrentaram fortificações com fogo de canhão, queimaram ou capturaram três navios capitais e mais dez navios da linha , e capturaram e rebocaram a nau capitânia da frota inglesa, HMS Royal Charles.
Politicamente, o ataque foi desastroso para os planos de guerra do rei Carlos e levou a um fim rápido da guerra e a uma paz favorável para os holandeses. Foi uma das piores derrotas da história da Marinha Real e uma das piores sofridas pelos militares britânicos. Horace George Franks chamou de "a derrota mais séria que já teve em suas águas de origem".